# Samsung Galaxy A5 (2017)
Il Samsung Galaxy A5 (2017) è uno smartphone di fascia media prodotto da Samsung, successore di Samsung Galaxy A5 (2016).

## Caratteristiche generali

### Hardware[2]
È costruito in vetro e metallo ed è dotato di un display da 5.2 pollici FHD con tecnologia Super-AMOLED, una memoria RAM da 3 GB LPDDR4 e una ROM da 32 o 64 GB eMMC 5.1, espandibile tramite microSD. Il processore è un octa-core (8 core ARM Cortex-A53) Samsung Exynos 7880 da 1872 MHz costruito con processo produttivo a 14 nm FinFET e accompagnato da una GPU Mali-T830 MP3 a 962 MHz. La fotocamera posteriore è singola e da 16 megapixel (priva di stabilizzatore ottico, a differenza del modello dell'anno precedente), così come quella anteriore. Presenta una batteria agli ioni di litio non removibile da 3000 mAh ed è certificato IP68, essendo così protetto da infiltrazioni d'acqua e polvere.

### Software[2]
Equipaggiato originariamente con Android 6.0.1 Marshmallow e interfaccia TouchWiz Grace UX, è stato aggiornato ad Android 7.0 Nougat con Samsung Experience 8.1 e successivamente ad Android 8.0 Oreo con Samsung Experience 9.0.
Le ultime patch di sicurezza disponibili risalgono a dicembre 2020 per il modello italiano e per la maggior parte delle varianti destinate ad altri mercati.

## Versioni
Le versioni del dispositivo sono:
- A520F (Globale, una SIM);
- A520F/DS (Globale, Dual-SIM);
- A520K/L/S (Sud Corea).

La variante dual SIM è anche nota come Galaxy A5 (2017) Duos.